# Aedes paullusi
Aedes paullusi är en tvåvingeart som beskrevs av Stone och Farner 1945. Aedes paullusi ingår i släktet Aedes och familjen stickmyggor. Inga underarter finns listade i Catalogue of Life.